# 红博尔 (托斯诺区)
红博尔（羅馬化：Krasnyy Bor；其中“博尔”意为“松林”）是俄罗斯列宁格勒州的市级镇，属托斯诺区，地处列宁格勒州中西部，位于区行政中心托斯诺西北方，在州府圣彼得堡东南、加特契纳东北，镇东南侧有同属一区的市级镇乌里扬诺夫卡。设有铁路车站波波夫卡（Поповка）站。
1935年设市级镇。该地2021年人口有4,772人；2010年人口5,033；2002年人口4,877；1989年人口5,791。